# Mystaria mnyama
Mystaria mnyama es una especie de araña cangrejo del género Mystaria, familia Thomisidae.

## Distribución
Esta especie se encuentra en Sudáfrica.

## Taxonomía
Fue descrita por Lewis & Dippenaar-Schoeman en 2014.
Tratamiento taxonómico
La especie aparece registrada y publicada en Dippenaar-Schoeman, A. S. (2014). Revision of the spider genus Mystaria Simon, 1895 (Araneae: Thomisidae) and the description of a new genus from the Afrotropical region. Zootaxa 3873(2): 101–144.